# Тимофіїв Михайло
Михайло Тимофіїв (? — ?) — український економіст, публіцист, громадський діяч, товариш (заступник) міністра продовольчих справ УНР.

## Життєпис

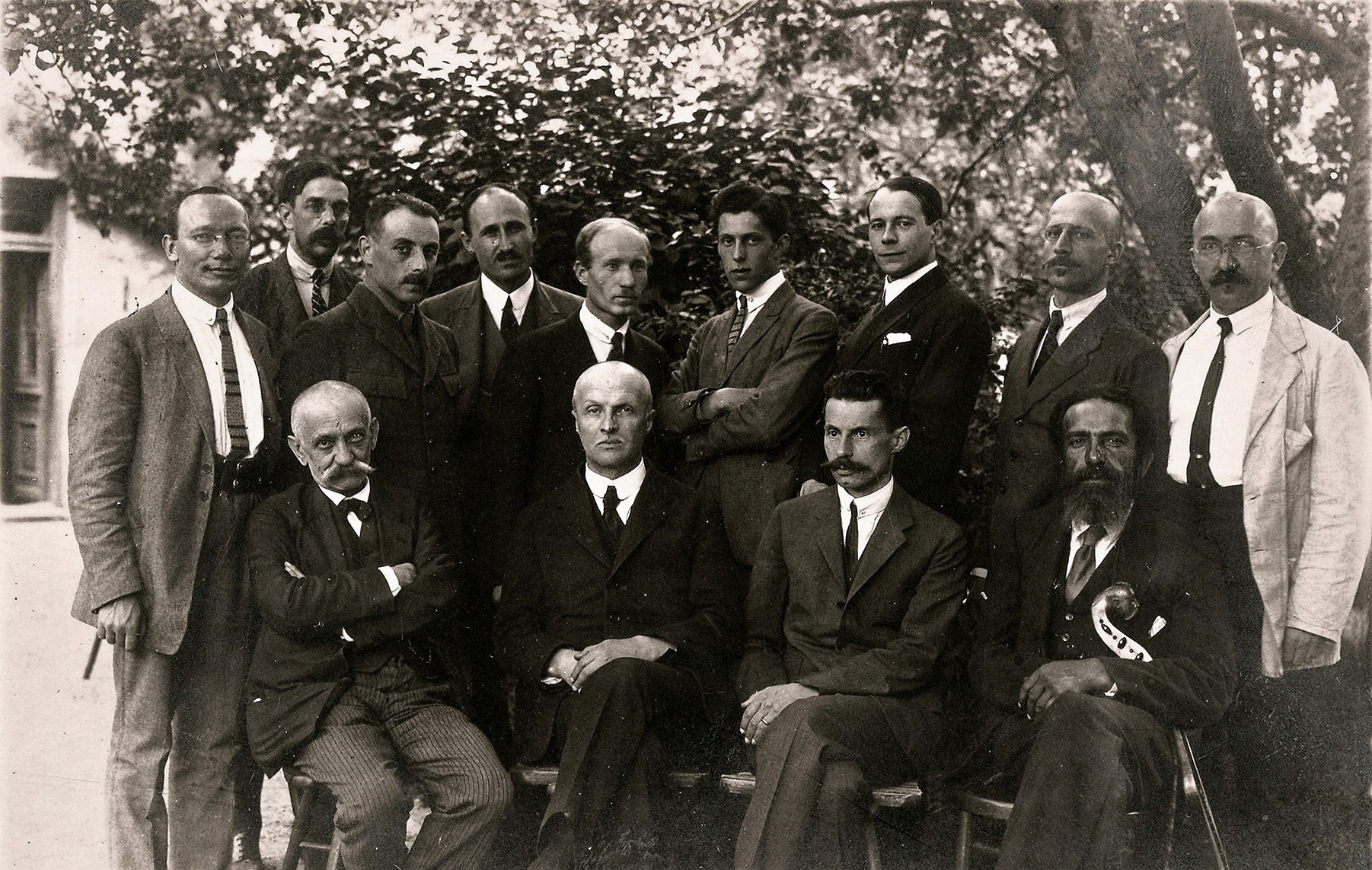
Учасники установчого з'їзду Українського союзу хліборобів-державників, Рейхенау, 4—8 червня 1922 року. Зліва направо сидять: Іван Леонтович, гетьман Павло Скоропадський, В'ячеслав Липинський, Людвіг Сідлецький; стоять Михайло Тимофіїв, Микола Кочубей, Адам Монтрезор, Андрій Білопольський, Михайло Савур-Ципріянович, Ігор Лоський, Володимир Залозецький, Сергій Шемет, Олександр Скоропис-Йолтуховський.

Український економіст, історик. Діяч гетьманського руху. Співзасновник Українського союзу хліборобів-державників.
У 1919 році займав посаду товариша (заступника) міністра продовольчих справ УНР, перебував у Проскурові. Залишив спогади про той період : 
| Реальної роботи не провадилось майже ніякої. Всі жили чутками й плітками, котрі невпинно і невтомно переносились з вагона в вагон і утворювали нестерпиму атмосферу взаємного недовір'я і дрібного інтриганства.[2] |
У 1920 році проживав в околицях Віденського району Деблінг, у невеликому пансіоні. 
Досліджував історію єврейської громади України. Юрій Липа у своїй праці «Призначення України» (Частина 3) називає Михайла Тимофіїва 
| Найвизначніший український дослідник жидівства[3]. |

## Праці
- Михайло Тимофіїв. «До наших економічних перспектив. Майбутнє нашої грошової системи». // Хліборобська Україна (Відень). -

1920-1921. - Ч. II, III,IV. - С. 65-121.
- Тимофіїв, Михайло. Жиди і народне господарство [Текст] / Михайло Тимофіїв. - Відень : Іоганбор, 1923. - 65 с.
- Михайло Тимофіїв. Памяти Вячеслава Липинського / Михайло Тимофіїв / У кн.: Вячеслав Липинський та його доба: Кн. 1. – С. 254 – 257. – С. 256.